# وولگا (داکوتای جنوبی)
وولگا (به انگلیسی: Volga) شهری در ایالت داکوتای جنوبی کشور ایالات متحده آمریکا است که جمعیت آن در سرشماری سال ۲۰۱۰ میلادی، ۱٬۷۶۸ نفر بوده‌است.